# 七里田温泉
七里田温泉（しちりだおんせん）は、大分県竹田市久住町（旧豊後国）にある温泉。近隣の長湯温泉と同様に、炭酸濃度の高さとその効能（飲泉含む）で知られる。

## 概要
久住高原エリアにあり地元住民らで組織する法人の七里田温泉館が管理する、木乃葉の湯と下湯（したんゆ）ラムネの湯の2件の日帰り温泉施設がある。これらの温泉施設と民宿がある山間の静かな温泉である。
この温泉を含む旧久住町内の温泉は久住高原温泉郷と総称されており、竹田市の他の地域の長湯温泉及び竹田・荻温泉とともに、竹田温泉群として国民保養温泉地に指定されている。

## 歴史
温泉としての歴史は古く、弥生時代や古墳時代から温泉が集落を発生させたことにより、近傍に多くの遺跡が残っていると考えられる。記録としては奈良時代の『豊後国風土記』に七里田温泉や長湯温泉と思われる記述がある。鎌倉時代から戦国時代にかけては、この地を治めていた朽網氏が湯治などに使っていた。天正5年（1577年）に、朽網鑑康（宗暦）が嫡子鑑康（鎮則）に「出湯の儀在所の飾りに候間方式修理掃除当申付事云々（＝温泉はこの地の宝であり土地の決め事を守って修理や掃除などの怠りこと無い様に申し付ける）」という教訓状を与えており、鎮則も遺訓を守って愛用したという。
また、江戸時代の寛永3年（1663年）には後の岡藩の第3代藩主である中川久清が、ここに御茶屋を建てて湯治に使っていた記録が残っており、湯守に米一石五斗を与えて温泉の管理に当たらせたと言われている。明治に入っても温泉街としての繁栄は続いたが、大分県道30号庄内久住線のルートから外れたこと、戦時体制の影響、昭和14年（1939年）の大火災により衰退した。
1998年（平成10年）4月に立ち寄り温泉施設が整備され、木の葉の湯・下湯（ラムネ湯）2か所が統一的に管理されている。
2016年4月の地震では下湯の湯量が減少して約3か月休業した。
2022年1月の日向灘地震でも下湯の湯量が減少して同年1月24日から休業していたが4月29日に再開することになった。しかし下湯は木造2階の施設が築50年を超えて老朽化しており、耐震化も必要なため、大型連休後の2022年5月9日から再び休業した。その後炭酸ガスによる事故防止とバリアフリー化のための新たな建屋が完成し、2023年7月にリニューアルオープンした。。

## 泉質
- 泉質：マグネシウム・ナトリウム・炭酸水素塩泉
- 源泉温度：56℃（木の葉の湯）、37℃（下湯）
- 泉色：黄白濁色（木の葉の湯）、無色（下湯）

炭酸を多く含んだ適温の湯が大量に湧出しており、源泉かけ流しを行っている。

### 各施設
木乃葉の湯
1997年（平成9年）2月調査の温泉分析書によれば、泉質はマグネシウム・ナトリウム－炭酸水素塩硫酸塩泉。旧泉質名では含芒硝重炭酸土類泉。泉温54.2℃、pH6.8。
陽イオンは、マグネシウム285mg（48.55％）、ナトリウム325mg（29.28％）、カルシウム178mg（18.39％）、カリウム64.9mg、鉄（II・III）3.8mg、微量のストロンチウム、マンガン、亜鉛など。
陰イオンは、炭酸水素2,080mg（69.96％）、硫酸516mg（22.04％）、塩素136mg、炭酸1.0mgなど。
遊離成分は、メタケイ酸215mg、メタホウ酸8.9mgで、溶存ガス成分は、遊離二酸化炭素572mg。他に微量のラドン0.10キュリーを含む。
陽イオン計857.8mg、陰イオン計2,733.6mg、溶存物質計3,820mg、成分総計は4,390mg。
下湯温泉共同浴場
温度37.5℃の炭酸泉。炭酸含有量は1,250mgという（長湯温泉のラムネ温泉は温度32.8℃で781mg）。
炭酸ガスの濃度が高いため、酸欠状態にならないよう換気に充分注意しながらの入浴が必要である（テレビ番組『ザ・ベストハウス123』では、お湯に浮かべた蝋燭の炎が何もしていないのに5分ほどで消える、という実験を行った）。

### 効能
- 入浴：神経痛、筋肉痛、五十肩など
- 飲用：慢性消化器疾患、糖尿病、肝臓病など

※ 効能は万人に対してその効果を保証するものではない。

## アクセス
JR九州豊肥本線豊後竹田駅から、大野竹田バスで30 - 40分。須崎または三船停留所下車、徒歩約20分。
平日は1時間に1本運行されるが、土曜・休日は便が減る（大分県道47号竹田直入線を経由する）。